# Tomioka Tessai

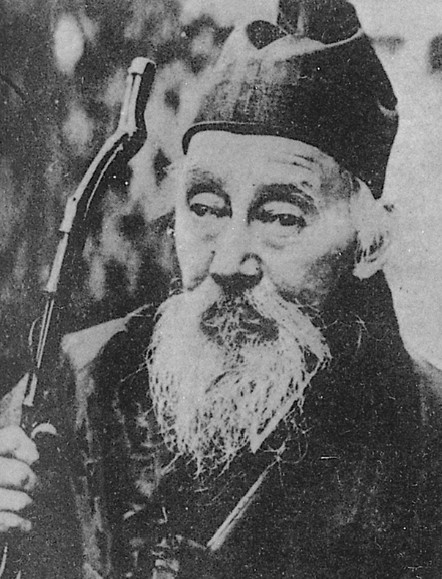
Tomioka Tessai (1910–1920)

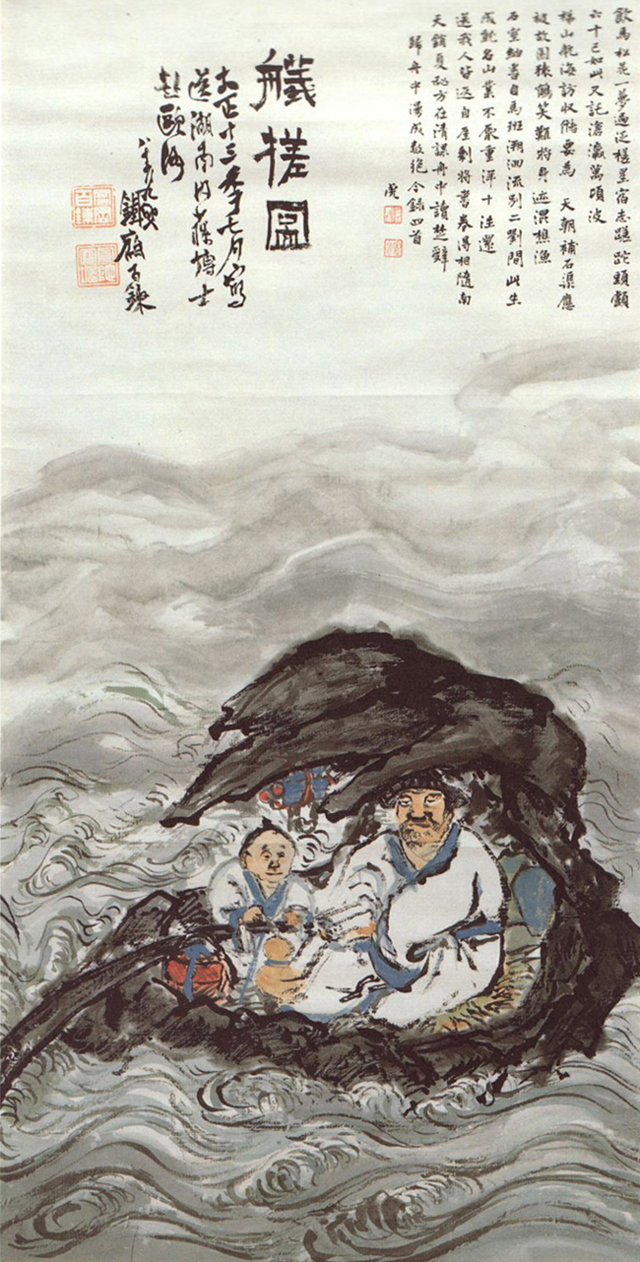
Gisazu (艤槎図, 1924)

Tomioka Tessai (jap. 富岡 鉄斎) oder auch Tomioka Yusuke und Tomioka Hyakuren (* 25. Januar 1836 in Kyōto; † 31. Dezember 1924 ebenda) war ein japanischer Maler und Kalligraf. Er galt als der letzte große Meister der Bunjinga-Tradition und einer der ersten Künstler des Nihonga-Stils.

## Werk und Leben
Tessai wurde als zweiter Sohn des Sakralroben-Händlers Tomioka Korenobu geboren. Auf Wunsch der Eltern wurde er nicht wie sein Vater Händler, sondern zunächst Beamter, dem verschiedene Shintō-Heiligtümer in Kyōto, Yamata und Izumi anvertraut waren. Ein weiteres Interessengebiet Tessais war die Philosophie. Vor allem die Schriften von Konfuzius und des buddhistischen Mönches Otagaki Rengetsuni waren ihm wichtig. Eine Zeitlang setzte sich Tessai für die Wiedereinsetzung des Kaisers als oberste Autorität ein und musste als Folge für seine politischen Bestrebungen 1859 nach Nagasaki fliehen. In den Klöstern von Isonokami und Ōtori lebte er eine Zeitlang als shintoistischer Mönch. 1881 trat er aus dem Kloster aus und widmete sich von da an nur noch seiner Malerei. 1882 kehrte er in seine Heimat zurück und erhielt ein Lehramt an der städtischen Kunstschule. 1917 bekam er die Auszeichnung zum Hofmaler und 1919 die Mitgliedschaft an der Kaiserlichen Akademie der Künste.
Tessai studierte schon von seiner frühen Kindheit an klassische japanische Literatur und Sinologie. Er hat seine Kunst bei keinem Meister der Malerei gelernt, sondern hat sich als Autodidakt selbst entwickelt. Allerdings ließ er sich bei seiner Arbeit vom Stil der alten chinesischen und japanischen Meister beeinflussen. Sein Interesse für Kalligraphie hat ihm dabei geholfen, einen einzigartigen Pinselstil zu erlangen. Er war einer der wenigen Maler der Ära der Meiji-Restauration, der sich nicht vom Westen hat beeinflussen lassen.